# 7047 Лундстрем
7047 Лундстрем (7047 Lundstrom) — астероїд головного поясу, відкритий 2 вересня 1978 року.
Тіссеранів параметр щодо Юпітера — 3,406.